# Vuelo 826 de United Airlines
El 28 de diciembre de 1997, el vuelo 826 de United Airlines fue operado por un Boeing 747-100 que volaba desde el Aeropuerto Internacional de Nuevo Tokio (Narita), Japón, hasta el Aeropuerto Internacional Daniel K. Inouye, Hawái.Dos horas después del vuelo, a una altitud de 31 000 pies (9400 m), el avión recibió informes de una grave turbulencia en aire despejado en la zona y se encendió la señal del cinturón de seguridad. Momentos después, la aeronave cayó repentinamente unos 30 m (100 pies), hiriendo gravemente a 15 pasajeros y 3 tripulantes.El avión dio la vuelta y aterrizó sano y salvo en Tokio, pero una pasajera, una mujer japonesa de 32 años, falleció.

## Aeronave y tripulación
El avión involucrado, fabricado en 1971, era un Boeing 747-122 matriculado como N4723U con número de serie 19882. Estaba propulsado por cuatro motores Pratt & Whitney JT9D-7A.
El vuelo 826 fue pilotado por una tripulación de cabina experimentada. El capitán contaba con unas 15.000 horas de vuelo, incluidas 1.100 en el Boeing 747. El copiloto contaba con unas 10.000 horas, incluidas 1.500 en el Boeing 747, y el ingeniero de vuelo con unas 3.500 horas, incluidas 850 en el Boeing 747. La antigüedad de la tripulación de cabina oscilaba entre los 8 y los 34 años.

## Detalles del vuelo
El vuelo 826 despegó del aeropuerto Narita de Tokio el 28 de diciembre de 1997 a las 20:30 hora local. Alcanzó una altitud de crucero de 31.000 pies (9.400 m) poco menos de media hora después. El vuelo estaba previsto originalmente para volar a 35.000 pies (11.000 m), pero el control del tráfico aéreo (ATC) solo autorizó volar a esa altitud menor debido al tráfico aéreo. El capitán eligió la única ruta autorizada en ese momento en la que no se pronosticaban turbulencias severas ni tormentas eléctricas.
A la altitud de crucero, el vuelo encontró inicialmente suficiente turbulencia como para que el capitán encendiera la señal de "abrocharse el cinturón de seguridad".Quince minutos después, la turbulencia cedió y la señal de abrocharse el cinturón se apagó. En ese momento, el capitán anunció a los pasajeros que aún existía la posibilidad de turbulencia y que debían abrocharse los cinturones al sentarse. Un auxiliar de vuelo hizo el mismo anuncio en japonés.
Aproximadamente una hora después, tras condiciones de calma, la señal de "abrocharse el cinturón" volvió a encenderse sin previo aviso. Tras unos dos minutos de turbulencia no muy intensa, el 747 descendió ligeramente y luego se disparó hacia arriba y luego hacia abajo a tal velocidad que un sobrecargo, que se agarraba a un mostrador fijo, se encontró colgado boca abajo, sujetándolo con los pies en el aire. El avión cabeceó y ascendió bruscamente antes de volver a caer con fuerza, lo que ocurrió cuando el ala derecha descendió bruscamente. Tras otro ascenso moderado, el vuelo volvió a la normalidad.
Tras el accidente, una mujer japonesa, con el cinturón desabrochado, fue encontrada inconsciente y sangrando profusamente en el pasillo. A pesar de los rápidos esfuerzos de reanimación por parte de los auxiliares de vuelo heridos y un médico de pasajeros, pronto fue declarada como fallecida.
Quince pasajeros y tres auxiliares de vuelo sufrieron fracturas de columna y cuello. Otros 87 pasajeros sufrieron contusiones, esguinces y otras lesiones leves. Si bien el aeródromo Henderson, en las Islas Midway, era el aeropuerto más cercano, el capitán optó por regresar a Tokio tras evaluar que la aeronave aún estaba en condiciones de volar, y Tokio contaba con instalaciones médicas consideradas más adecuadas para atender las lesiones.
Tres horas después, el avión aterrizó sin problemas en el aeropuerto de Narita.

## Investigación de la NTSB y consecuencias
El registrador de datos de vuelo, analizada por la Junta Nacional de Seguridad en el Transporte (NTSB), determinó que los sensores habían registrado inicialmente una aceleración normal máxima de 1,814 g en el primer ascenso brusco. Posteriormente, los datos mostraron que la aeronave perdió el control de 18° y se precipitó hasta una fuerza G negativa extrema de -0,824 g.
La investigación de la NTSB detectó un problema potencial que podría haber evitado la muerte y numerosas lesiones. Nadie recordaba haber oído la típica señal acústica de "abrocharse el cinturón" cuando se encendió la luz de "abrocharse el cinturón" unos dos minutos antes de la turbulencia, y no se anunció el encendido de la luz de "abrocharse el cinturón" ni en inglés ni en japonés.
Como resultado del accidente, United Airlines publicó un boletín titulado "Encuentro de turbulencia y fallecimiento del pasajero" que detallaba lo sucedido en el vuelo 826 y enfatizaba la importancia de una comunicación efectiva.La aerolínea también tomó medidas para hacer cumplir su política de alentar a los pasajeros a mantener sus cinturones de seguridad abrochados incluso si el cartel del cinturón de seguridad está apagado.
United Airlines había tenido la intención de vender el viejo avión a una empresa de salvamento a principios de 1998. Después de este accidente, la aerolínea optó por retirar el avión poco después, siendo el vuelo 826 su último vuelo comercial.Fue transportado al Aeropuerto Internacional Harry Reid de Las Vegas en enero de 1998 y desguazado más tarde ese mismo año.